# Glenhead Cottage

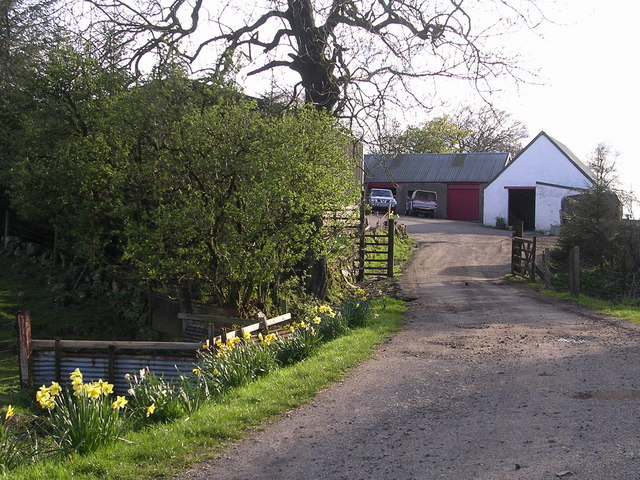
Blick auf die Glenhead Farm

Glenhead Cottage ist ein Bauernhaus rund drei Kilometer nordöstlich der schottischen Stadt Kilsyth in der Council Area North Lanarkshire. 1993 wurde das Glenhead Cottage in die schottischen Denkmallisten in der Kategorie C aufgenommen. Es besitzt historische Bedeutung, da es sich um ein seltenes Exemplar eines einfachen Bauernhofs aus dem 19. Jahrhundert in dieser Region handelt, das bis heute nahezu unverändert erhalten ist.

## Beschreibung
Das Gehöft befindet sich am Ende einer Straße in dem Weiler High Banton am Ostufer des Baches Banton Burn. Das exakte Baudatum ist nicht überliefert, sodass lediglich das frühe 19. Jahrhundert als Bauzeitraum angegeben werden kann. Das Gebäude umschließt einen Innenhof auf drei Seiten. Es ist einstöckig gebaut und schließt mit schiefergedeckten Satteldächern ab. Mehrere Eingangstüren führen in die verschiedenen Gebäudebereiche und sind von Sprossenfenstern umgeben. Die Kamine schließen entweder mit den Giebelflächen ab oder befinden sich auf dem First. Die Mansarden sind durch Dachfenster erleuchtet. Rechts befindet sich ein kleiner Anbau mit einem nur leicht geneigten Pultdach, der einst die Waschküche beherbergte. Die Fassaden sind wie in Südwestschottland traditionell üblich mit Harl verputzt.